# Kungslena
Kungslena är kyrkbyn i Kungslena socken och en småort i Tidaholms kommun i Västra Götalands län. Kungslena ligger vid foten av Varvsberget. År 1208 stod här slaget vid Lena. 
Kungslena kyrka ligger här.